# Rice Research Institute (Bangkok)
Das thailändische Rice Research Institute ist ein Institut für die Erforschung aller Aspekte und Entwicklung von Methoden und Sorten von Reis. Das Institut gehört zum Department of Agriculture.

## Ziele und Aufgaben
Das Rice Research Institute entwickelt Varietäten von Reis und anderen Getreidesorten, die den klimatischen und wirtschaftlichen Bedingungen von Thailand angemessen sind. Darüber hinaus werden ausreichende Mengen an Saatgut der empfohlenen Sorten hergestellt, die den Reisbauern zur Verfügung gestellt werden. 
Weitere Aufgaben betreffen die Entwicklung geeigneter Anbaumethoden für die Bauern sowie von Verfahren zur Reisverarbeitung, die Qualität und Ertrag steigern. 
Zu diesem Zweck stehen landesweit regionale Forschungszentren bereit, die die entwickelten Methoden und Verfahren anwenden und auf Tauglichkeit und Praxisnähe überprüfen. 

## Projekte und Ergebnisse
Verschiedene Reissorten wurden unter Aufsicht des Rice Research Institutes entwickelt und anwendungsbereit gemacht. In neuerer Zeit waren dies:
- Pathum Thani 1 – eine der besten Reissorten des Landes aus dem Jahr 2000, die insbesondere von den Bauern der Zentralregion angewendet wird
- Sanpatong 1 – eine Alternative für Bauern, die Klebreis in der trockenen Jahreszeit anbauen wollen
- Surin 1 – entwickelt für die Nordostregion von Thailand (Isan), wo Dürren und salzige Böden häufig anzutreffen sind

## Lage
Das thailändische Rice Research Institute hat seinen Sitz in der Thanon Phahonyothin (Phahonyothin-Straße) in Chatuchak,  Bangkok.